# Metadorcinus buckleyi
Metadorcinus buckleyi is een keversoort uit de familie vliegende herten (Lucanidae). De wetenschappelijke naam van de soort werd in 1886 gepubliceerd door Charles Owen Waterhouse.